# Ford Model B (1904)
Ford Model B — туристический автомобиль, представленный компанией Ford в 1904 году. Это была первая машина Форда использующая переднюю компоновку двигателя: 24-сильный 4-цилиндровый мотор располагался в передней части авто, позади радиатора. 
С ценой 2000 долларов, Model В был топовым авто. Машина выпускалась в течение трёх лет, цена на эту модель падала намного медленнее, чем Model C, которая уценилась на 1/3. Model В был заменен в 1906 году на Model K.
Всего было выпущено 500 штук.